# Batak
För andra betydelser, se Batak (olika betydelser).
Batak är en språkgrupp och ett folk (Bataker) på norra Sumatra i Indonesien. Omkring fyra miljoner människor talar något av de sju närbesläktade batakspråken.

## Batakspråk
- Batak Alas-Kluet
- Batak Angkola
- Batak Dairi
- Batak Karo
- Batak Mandailing
- Batak Simalungun
- Batak Toba

## Batakskrift
Språken skrivs ibland med batakskrift, ett stavelsebaserat skriftsystem som tros ha utvecklats ur Kavi och vara besläktat med Brahmi.

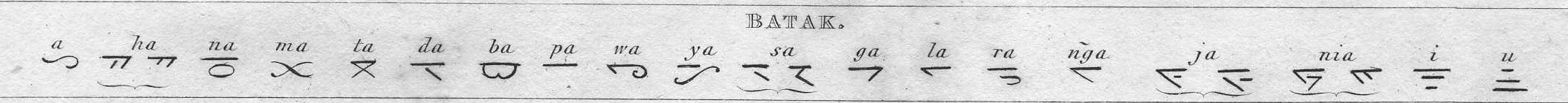
Batakalfabetet